# John Zelch
John Zelch (* September 1860 in Deutschland; † 24. Oktober 1935) war ein US-amerikanischer Politiker deutscher Herkunft.
Zelch kam als Kleinkind mit seinen Eltern in die USA nach Saint Paul, Minnesota. 1880 zogen sie nach Cottage Grove Township, Minnesota, als Landwirt nieder. 1890 wurde er für die 23. District in 27. Legislative (1891–1893) State Representative von Minnesota gewählt und vertrat den Washington County. 1892 wurde er wiedergewählt. In seiner zweiten Periode gab er an, dass er Zugpferde züchtete. 1904, 1906 und 1908 wurde er für den 31. Distrikt in die State Representative gewählt. Er trat jeweils als Republikaner an.